# 保鏢 (1969年電影)
《保镖》（英語：Have Sword Will Travel），是一部1969年上映的香港電影，屬於武俠片，發行商為邵氏兄弟有限公司，由張徹導演，倪匡編劇，並由 姜大衛、狄龍、李菁、谷峰等主演。

## 故事大綱
洛阳无敌庄每年为洛阳府押解二十万两白银至开封，而在最近，会使用大刀的殷可风庄主因为一些原因而失去了功力。所以他无力保镖，
而黑道飞虎得知此事后，决定去劫镖。
与此同时，殷可风为保自己功力全失的消息不至外露，从而不被劫镖，于是去请动江湖朋友云七娘相助。
随后云七娘高徒向定与其云飘飘承师命赴无敌庄助拳，去帮助无敌山庄押镖。
在去无敌庄的时候，偶遇武功高强的青年骆逸，由于向定疑心骆逸乃飞虎寨寨主焦宏手下，加之自己所爱的云飘飘对骆逸颇有好感，所以他自然是经常对骆逸使绊子。
而与此同时，飞虎帮派的人找到了骆逸，希望他入伙，但是骆逸没同意。
随后，等到无敌庄去送镖的时候，意外的收到了飞虎帮派的偷袭。
虽说无敌庄的大部分人死于飞虎帮派，但是在最后，在骆逸等人的努力下，他们终于剿灭了飞虎帮派，而骆逸也因为重伤不治而死……

## 演員表
| 演員   | 角色     | 備註                                   |
| 姜大衛 | 骆逸     | 武功高强，最后因为重伤不治而死         |
| 狄龍   | 向定     | 云七娘的高徒之一，云飘飘的未婚夫       |
| 李菁   | 云飘飘   |                                        |
| 谷峰   | 焦洪     | 飞虎寨的首领，是一个盗贼，后被骆逸击杀 |
| 陳星   | 毛彪     | 焦洪的部下                             |
| 王清河 | 官       |                                        |
| 王鐘   | 哑巴     | 焦洪手下，后被杀                       |
| 劉剛   | 小文同伴 |                                        |
| 金童   | 小文     | 焦洪手下                               |
| 王光裕 | 柴师兄   | 无敌庄的人，后死于飞虎寨的偷袭中       |
| 洪流   | 祝天豪   | 焦洪手下                               |
| 郑康业 | 汉初     | 无敌庄的人，后死于飞虎寨的偷袭中       |
| 郑雷   | 王全     | 无敌庄的人，后死于飞虎寨的偷袭中       |

## 外部連結
- 香港影庫上《保鏢》的資料（繁體中文）
- 豆瓣电影上《保鏢》的資料 （简体中文）
- AllMovie上《保鏢》的资料（英文）
- 互联网电影数据库（IMDb）上《保鏢》的资料（英文）